# È un po' magia per Terry e Maggie
Miracle Girls (ミラクル☆ガールズ?, Mirakuru☆Gāruzu) è un manga shōjo scritto e disegnato da Nami Akimoto, pubblicato in Giappone sulla rivista Nakayoshi di Kōdansha dal novembre 1990 al marzo 1994. Dal manga è stato tratto un anime di 51 episodi, prodotto da Japan Taps e andato in onda in Giappone su Nippon Television tra il gennaio e il dicembre 1993.
In Italia il manga è stato pubblicato da Star Comics dal novembre 1997 all'aprile 2000 sulla rivista Amici, diventata in seguito monografica (gli ultimi capitoli sono stati pubblicati in tre albi monografici); la serie animata è stata trasmessa, con il titolo È un po' magia per Terry e Maggie, su Canale 5 dal 18 marzo al 5 luglio 1996.

## Trama
Tomomi e Mikage Matsunaga (Terry e Maggie Tomomi, in Italia) sono due sorelle gemelle che frequentano il primo anno nello stesso liceo ma in classi diverse ed hanno personalità decisamente opposte: Maggie è difatti romantica e tranquilla, mentre la sorella Terry, al contrario, si comporta ed atteggia come un vero maschiaccio. Vivono con la mamma, il papà è quasi sempre via per lavoro, e hanno la caratteristica peculiare di possedere dei poteri paranormali: incrociando il rispettivo dito mignolo l'una con l'altra possono giungere a teletrasportarsi a piacimento; inoltre, possono comunicare l'una con l'altra telepaticamente.
Fin da piccole sono state ben consapevoli di avere questi poteri, ma non hanno mai dato loro un gran peso; li usano quando ne hanno bisogno (ad esempio per arrivare puntuali quando sono in ritardo) e non sanno nemmeno loro stesse l'entità del loro potere. Spesso sono influenzate da eventi atmosferici e dall'ambiente che le circonda, così capita loro di trovarsi in situazioni piuttosto fuori dall'ordinario. Le due gemelle sono innamorate dei rispettivi compagni di scuola: Yuya Noda (Nelson) e Hideaki Kurashige (Karver), che sono gli unici a conoscenza del loro segreto.
La storia delle due ragazze e dei loro amici scorre parallela a quella del piccolo regno di Diamas (Diamante), che si trova in Europa; nel momento preciso in cui Karver in partenza per Londra regala a Maggie un orologio da tasca nel regno cominciano a sbocciare dopo molto tempo i misteriosi fiori leggendari. Due di questi fioriscono anche nel giardino di casa delle due sorelle; mettendoseli al polso come braccialetti (rosa per Maggie e giallo-verde per Terry) presto si rendono conto che i rispettivi poteri extrasensoriali d'ognuna ne vengono molto accresciuti. In seguito vengono loro concessi anche due ciondoli a forma di goccia o lacrima da portare al collo.

## Personaggi

Le protagoniste, Tomomi (Terry) e Mikage (Maggie)

Tomomi Matsunaga (松永 ともみ?, Matsunaga Tomomi, in Italia Terry Tomomi)
Doppiata da: Nariko Fujieda (ed. giapponese), Federica Valenti (ed. italiana)
Sorella gemella di Mikage, è la maggiore tra le due e porta i capelli tagliati a caschetto. Al contrario della sorella, Tomomi è amichevole e espansiva, piena di vitalità e riesce bene in qualsiasi sport (dall'atletica leggera alla pallavolo); ma d'altra parte è anche molto impulsiva e spesso è un vero maschiaccio. È innamorata del suo compagno di classe Noda, di cui è una cara amica. Originariamente frequenta una scuola femminile, ma supera l'esame d'ammissione alla stessa scuola della sorella dopo aver visto Noda ed essersene immediatamente infatuata.
Mikage Matsunaga (松永 みかげ?, Matsunaga Mikage, in Italia Maggie)
Doppiata da: Noriko Nagai (ed. giapponese), Cinzia Massironi (ed. italiana)
Sorella gemella di Tomomi, è la minore tra le due; infatti nella serie in lingua originale viene chiamata da Kageura Matsunaga imouto (la sorella Matsunaga minore). È più femminile ed intellettuale di Tomomi, tiene i capelli lunghi a metà schiena, indossa sempre abiti ricchi di pizzi e lunghe gonne fino alle caviglie, ma ha anche lei un bel carattere deciso. Inoltre è una ragazza molto responsabile e studiosa, eccelle a scuola (ha sempre i migliori voti nei compiti in classe) ma non è granché brava negli sport. È innamorata del senpai Kurashige che però si trova attualmente a Londra per studiare, e lei sente molto la sua mancanza. È iscritta al club di scienze e spesso e volentieri a causa dei suoi esperimenti fa saltare in aria il laboratorio di chimica.
Yuya Noda (野田 侑也?, Noda Yūya, in Italia Nelson)
Doppiato da: Kappei Yamaguchi (ed. giapponese), Luca Bottale (ed. italiana)
Amico delle due gemelle Matsunaga, è particolarmente legato a Tomomi, che è pronto a proteggere in qualsiasi momento e di cui si scopre presto esser innamorato; non ha un altrettanto buon rapporto con Mikage. Sempre allegro e pronto allo scherzo, ha una grande opinione di se stesso; è l'unico assieme al compagno Kurashige ad esser a conoscenza del segreto paranormale delle gemelle. Fa parte del club di atletica ed è molto bravo a giocare a basket.
Hideaki Kurashige (倉茂 秀明?, Kurashige Hideaki, in Italia Karver)
Doppiato da: Kaneto Shiozawa (ed. giapponese), Gualtiero Scola (ed. italiana)
Calmo e studioso, appassionato di scienze Hideaki è anche un abile sportivo. È molto maturo per la sua età e non agisce mai d'impulso; si trova a dover partire per Londra per studiare nel primo episodio. Assieme a Noda è a conoscenza del segreto delle due sorelle. È innamorato, ricambiato, di Mikage.
Shinichiro Kageura (影浦 進一郎?, Kageura Shinichirō, in Italia Prof. Kaspar)
Doppiato da: Ken Yamaguchi (ed. giapponese), Marco Balzarotti (ed. italiana)
Insegnante di chimica con un atteggiamento da scienziato pazzo, Kageura (nella versione originale soprannominato Mister K.) sospetta subito dei poteri delle due ragazze e cerca in ogni modo di venirne a conoscenza per poterle così smascherare. Si sposa all'inizio dell'anime ma pensa sempre in maniera esclusiva ai suoi studi e ricerche che lo dovrebbero far diventare famoso; fermamente convinto che esistano abilità paranormali e poteri extrasensoriali s'impegna con forza a dimostrar le proprie teorie e al modo di scoprire quei misteri che lo dovrebbero rendere celebre.
Risa Sarashina (更科 理沙?, Sarashina Risa, in Italia Rita)
Doppiata da: Miki Narahashi (ed. giapponese), Loredana Nicosia (ed. italiana)
È la moglie del professor Kageura. Compare poche volte, ma è una donna molto gentile sempre pronta a far trovare al marito una casa accogliente e confortevole, anche se ha gusti culinari alquanto strani. Lascerà il marito per un periodo, per poi tornare con lui.
Kohei Yamagishi (山岸 耕平?, Yamagishi Kōhei, in Italia Yari)
Doppiato da: Nobuo Tobita (ed. giapponese), Nicola Bartolini Carrassi (ed. italiana)
Amico e compagno di classe di Tomomi e Noda, è un ragazzo un po' sovrappeso. Lo si vede sempre in compagnia di quest'ultimo. È un buon amico, sempre di buon umore e ci sono un paio di episodi che lo vedono come protagonista. Ha una cotta segreta per Tomomi.
Rumiko Daijouji (大乗寺 ルミ子?, Daijōji Rumiko, in Italia Ruth)
Doppiata da: Rei Sakuma (ed. giapponese), Patrizia Scianca (ed. italiana)
Porta grandi occhiali dalle lenti spesse che le nascondono gli occhi e i capelli legati in due lunghe trecce. È nella stessa classe con Mikage, nei cui confronti nutre una grande rivalità poiché a scuola quest'ultima prende sempre il massimo dei voti riuscendo così a superarla. Altezzosa e superba, è di famiglia ricca.
Emma Winston (エマ・ウィンストン?, Ema Uinsuton)
Doppiata da: Fumiyo Okimoto (1ª voce) e Yumi Tōma (2ª voce) (ed. giapponese), Giulia Franzoso (ed. italiana)
È l'erede al trono del regno indipendente di Diamas insieme alla sorella gemella Marie. Emma è stata cresciuta al di fuori della corte senza sapere nulla delle sue origini; una volta adolescente si ritrova costantemente a fuggire poiché inseguita da loschi individui vestiti di nero e con occhiali scuri che vogliono impedirle l'ascesa al trono tentando di rapirla, quando non assassinarla. Assomiglia molto a Tomomi: eccelle nella corsa, è calma e gentile e come lei porta i capelli corti.
Marie (マリエ?, Marie)
Doppiata da: Michiyo Okimoto (1ª voce) e Wakana Yamazaki (2ª voce) (ed. giapponese), Deborah Morese (1ª voce) ed Elisabetta Spinelli (2ª voce) (ed. italiana)
È l'erede al trono di Diamas, cresciuta ed educata al castello da Mister X. È molto capricciosa e può essere paragonata a Mikage. Si innamora di Kurashige ed è una ragazza che si sente molto sola. Odia la sorella gemella che crede voglia tornare a Diamas per rubarle il trono.
Mister X (ミスターＸ?, Misutā X)
Doppiato da: Norio Wakamoto (ed. giapponese), Alberto Sette (ed. italiana)
Ha cresciuto Marie e la manovra a suo piacimento, per lui è solo uno strumento per avere il controllo di Diamas. La sua ambizione è governare il regno e per questo cerca di impedire a tutti i costi che Emma vi faccia ritorno. Famoso ricercatore dei fenomeni paranormali, cerca di controllarne le abilità attraverso metodi scientifici sicuri.
Masaki Takamura (高村 マサキ?, Takamura Masaki, in Italia Marcello)
Doppiato da: Ryō Horikawa (ed. giapponese), Giorgio Ginex (ed. italiana)
Ha dei poteri ESP e quando incontra Tomomi e Mikage cerca di reclutarle per dominare insieme il mondo. È arrogante e presuntuoso, ma ha una sorellina a cui è molto affezionato. Vive anche con un maggiordomo che lo segue ovunque vada in giro per il mondo alla ricerca di persone con poteri paranormali. Masaki compare a metà della serie ed è presente solamente per 6 episodi. È innamorato di Mikage.

## Manga
Il manga è stato pubblicato sulla rivista Nakayoshi dal novembre 1990 al marzo 1994 e successivamente è stato serializzato in 9 tankōbon per conto della Kōdansha, pubblicati tra il luglio 1991 e il luglio 1994. L'opera ha ricevuto una ristampa nel corso del 2015, per il 60º anniversario della casa editrice, sempre in 9 volumi.
In Italia è stato pubblicato da Star Comics dal novembre 1997 all'aprile 2000 sulla rivista Amici, diventata in seguito monografica (gli ultimi capitoli sono stati pubblicati in tre albi monografici), e ripubblicato con una nuova edizione in 5 volumi nel 2023. Negli Stati Uniti è stato pubblicato da Tokyopop dall'ottobre 2000 al maggio 2003, in Spagna da Norma Editorial dal dicembre 2004 al giugno 2006.

### Volumi
| Nº | Data di prima pubblicazione | Data di prima pubblicazione | Data di prima pubblicazione |
| Nº | Giapponese                  | Giapponese                  | Italiano                    |
| -- | --------------------------- | --------------------------- | --------------------------- |
| 1  | 2 luglio 1991               | ISBN 4-06-178692-X          | novembre 1997               |
| 2  | 1º novembre 1991            | ISBN 4-06-178702-0          | 1998                        |
| 3  | 1º giugno 1992              | ISBN 4-06-178718-7          | 1998                        |
| 4  | 2 novembre 1992             | ISBN 4-06-178733-0          | 1998                        |
| 5  | 1º marzo 1993               | ISBN 4-06-178742-X          | 1998                        |
| 6  | 2 agosto 1993               | ISBN 4-06-178756-X          | 1999                        |
| 7  | 5 gennaio 1994              | ISBN 4-06-178768-3          | 1º ottobre 1999             |
| 8  | 27 aprile 1994              | ISBN 4-06-178777-2          | 1º gennaio 2000             |
| 9  | 29 luglio 1994              | ISBN 4-06-178783-7          | 1º aprile 2000              |

## Anime
L'anime, prodotto dalla Japan Taps, è composto da 51 episodi, andati in onda su Nippon Television dal 8 gennaio al 24 dicembre 1993. È stato successivamente raccolto in 13 LD e in VHS, ma non in DVD per motivi di copyright. Dal novembre 2016 viene ritrasmesso in versione HD rimasterizzata su Kids Station.
In Italia l'anime è stato acquistato da Mediaset ed è stato trasmesso su Canale 5 dal 18 marzo al 5 luglio 1996 all'interno del programma Bim bum bam. È stato trasmesso in versione rimasterizzata dal 31 maggio al 26 luglio 2022 su Italia 1 nel contenitore Latte e cartoni.

### Sigle
Sigle di apertura
- Kiss no tochū de namida ga (キッスの途中で涙が?), dei GARDEN (ep. 1-29)
- Koi no mirai (恋の未来?), dei GARDEN (ep. 30-51)

Sigla di chiusura
- Futari ja nakya dame na no (ふたりじゃなきゃだめなの?), delle Dio

Sigla di apertura e di chiusura italiana
- È un po' magia per Terry e Maggie, interpretata da Cristina D'Avena con la partecipazione del coro dei Piccoli Cantori di Milano diretti da Laura Marcora

La sigla italiana, scritta da Alessandra Valeri Manera con la musica di Valeriano Chiaravalle ed interpretata da Cristina D'Avena e il coro dei Piccoli Cantori di Milano diretti da Laura Marcora, presenta un arrangiamento completamente diverso dalle originali e viene usata sia in apertura che in chiusura. Il brano è stato poi incluso in alcuni album della cantante, ovvero Fivelandia 14 (1996) e Cristina D'Avena e i tuoi amici in TV 12 (1999).

### Differenze tra anime e manga
- Nella sigla, sia originale che italiana[21], è presente l'immagine delle gemelle vestite da sposa e con in mano il bouquet. Tale immagine, che non è presente nel corso della serie animata, è stata presa dal manga che termina con il matrimonio delle gemelle e dei loro fidanzati, mentre la versione animata termina con un bacio tra Maggie e Karver.
- Nell'anime, rispetto al manga, è stata omessa tutta la parte iniziale in cui si vede come Terry conosce Nelson, ed anche il modo in cui Karver e Nelson scoprono che le due gemelle sono dotate di poteri paranormali. L'anime inizia con Karver che sta per partire per Londra, ma questo nel manga accade più avanti rispetto alla parte iniziale.
- Nel manga il personaggio di Yari non esiste. Il miglior amico di Nelson è Karver.
- Nel manga Terry e Maggie riescono, seppure con qualche difficoltà iniziale, a teletrasportarsi più di una volta in Inghilterra per far visita a Karver.
- Nel manga Terry e Maggie, per teletrasportarsi, non congiungono il mignolo come nell'anime, ma, più semplicemente, si tengono per mano, con entrambe le mani.
- Nel manga il professor Kaspar darà delle grane a Terry e Maggie, per scoprire i loro poteri paranormali, solo nella parte iniziale. Dopodiché, pentitosi, diventerà una persona fidata, insieme a Nelson e Karver, e manterrà il segreto sui loro poteri.
- Nel manga, all'inizio, le ragazze vanno ancora alle "medie" (sistema di istruzione del Giappone).
- Nel manga per un breve periodo anche Nelson e il prof. Kaspar hanno dei poteri.
- Nel manga Marcello non ci prova con Maggie al suo rientro a casa di sera e in quell'occasione non rivela i suoi poteri.
- Nel manga è Marcello a dirigere lo spettacolo teatrale e non Ruth. Inoltre ipnotizza Nelson a scuola e non a casa sua.
- Nel manga il professor Kaspar non si sposa all'inizio della storia, bensì molto dopo.
- Nel manga Terry e Maggie acquisiscono nuovi poteri e non indossano mai né i braccialetti fatti coi fiori, né gli anelli e tantomeno la collana. Quest'ultima, tuttavia, è presente ma con una forma e una valenza totalmente distinte, nonché uno scopo diverso.
- Nel manga Mr. X non è il consigliere del regno di Diamante ma un semplice professore esperto in ESP.
- Nel manga Maggie confessa il suo amore a Karver ben prima della partenza dello stesso per Londra.
- Nel manga la spiegazione del professor Kaspar sul ducato di Diamante avviene non appena Karver atterra a Londra.
- Nell'anime, rispetto al manga, è stata omessa tutta la storia e la spiegazione delle "voglie" reali, simbolo della casata di Diamante. Inoltre l'incontro tra le gemelle e la principessa avviene in circostanze diverse e tardi rispetto alla storia del manga.
- Nell'anime mancano il personaggio di Jake e del generale Dias.
- Nel manga Terry e Maggie volano a Londra assieme alla famiglia dove vengono ospitati dalla zia.
- Nel manga il bacio tra Maggie e Karver avviene in una situazione completamente differente (ed è più romantico).
- Nell'anime sono dedicati poche episodi a Marcello, ma nel manga ha un ruolo molto più importante: infatti, nel manga gli viene lasciato molto più spazio.
- Nel manga Marcello è alleato con Mister X, ma quando capisce che quest'ultimo ha piani malvagi si allea con le gemelle.

## Videogiochi
Un videogioco di Miracle Girls è stato sviluppato da Now Production e distribuito per la Super Famicom da Takara il 22 ottobre 1993. Il giocatore può scegliere di giocare come Mikage o Tomomi e utilizzare le caramelle come armi per stordire i nemici e utilizzarli come piattaforme. Il gameplay è simile al Little Nemo di Capcom per il NES e quando si esegue un livello, il giocatore sfida il capo di zona ad un mini-gioco.

## Trasmissioni e adattamenti nel mondo
L'anime è stato trasmesso, oltre che in Giappone e in Italia, anche in diversi Paesi in tutto il mondo. A Hong Kong è stato censurato l'episodio 40 per i temi trattati.
| Stato         | Canale/i televisivo | Data prima TV               | Titolo                               |
| ------------- | ------------------- | --------------------------- | ------------------------------------ |
| Corea del Sud | MBC                 | 25 aprile – 14 ottobre 1994 | Yosul sonyeo (요술소녀?)             |
| Filippine     | ABS-CBN             |                             | Magic Girls                          |
| Hong Kong     | TVB Jade            |                             | Huàn fǎ shuāng zǐ xīng (幻法雙子星S) |
| Indonesia     |                     |                             |                                      |
| Taiwan        |                     |                             |                                      |